# Charles Beaumont (Schriftsteller)
Charles („Chuck“) Beaumont (eigentlich Charles Leroy Nutt; geboren am 2. Januar 1929 in Chicago; gestorben am 21. Februar 1967 in Woodland Hills, Los Angeles) war ein US-amerikanischer Drehbuchautor und Verfasser von Science-Fiction und Phantastik. Bekannt ist er vor allem durch seine Drehbücher für die Fernsehserie Twilight Zone.

## Leben
Beaumont wurde als Charles Leroy Nutt 1929 im Norden Chicagos geboren, einziges Kind von Charles Hiram Nutt und Violet „Letty“ Nutt (geb. Phillips). Lesen und Literatur interessierten ihn zunächst nicht. Erst eine Meningitis-Erkrankung mit 12 Jahren zwang ihn dazu, sich mit anderem als Football, Baseball und „Kekseklauen im Kiosk“ zu befassen. Er entdeckte die Welt von Oz für sich, dann Poe, dann Burroughs und weitere mehr. Die reale Welt seiner Kindheit sei düster gewesen wie aus einem Schauerroman. Seinem Kollegen William F. Nolan vertraute er einmal an, dass seine Horrorgeschichte Miss Gentillbelle reale Wurzeln in seiner Kindheit habe, auch seine Mutter habe ihn in Mädchenkleider gesteckt und einmal gedroht, zur Strafe seinen Hund zu töten.
Vielleicht wegen der Probleme seiner Mutter, vielleicht auch wegen des besseren Klimas am Pazifik wurde Charles dann in den Nordwesten nach Washington zu seiner Großmutter und fünf alten Tanten in Pflege gegeben, die dort ein Fremdenheim führten und abends am Ofen Geschichten vom Tod ihrer Männer erzählten.
Charles war inzwischen ein eifriger Leser der Science-Fiction- und Horrorgeschichten in den Pulp-Magazinen jener Zeit geworden, sandte endlose Briefe an deren Herausgeber und brachte ein eigenes Fanzine mit dem Titel Utopia heraus. Für die Schule interessierte er sich nur wenig und dementsprechend schlecht waren die Leistungen. In der zehnten Klasse (im sophomore year, also mit 15 bis 16) verließ er die High School und ging zur United States Army, wo man ihn allerdings wegen Rückenproblemen nur vier Monate lang behielt.
Als Nächstes versuchte er sich als Illustrator und es gelang ihm, einige Illustrationen an Pulpmagazine zu verkaufen. Da sein Name für einen Künstler oder gar einen Schriftsteller wenig geeignet war – nutcase oder kurz nut heißt „Spinner“ auf Englisch – verwendete er als Illustrator das Pseudonym „Charles McNutt“, und später dann „Charles Beaumont“. Den Namen behielt er fortan  und ließ auch seinen gesetzlichen Namen entsprechend ändern.
Mit 19 Jahren hatte er die zwanzigjährige Helen Broun kennen gelernt und sie ein Jahr später geheiratet. Im Mai 1950 kam der erste Sohn Christopher („Chris“), dem später drei weitere Kinder (Catherine, Elizabeth und Gregory) folgten. Beaumont hatte nun für eine Familie zu sorgen, arbeitete als Klavierspieler, Diskjockey, Türsteher, Tellerwäscher, als Trickzeichner bei MGM und in der Kopierabteilung von Universal. Währenddessen schrieb er unablässig und verfasste Kurzgeschichten, von denen er keine einzige verkaufen konnte.
Endlich, 1951, erschien eine erste Kurzgeschichte The Devil, You Say? bei Amazing Stories, weitere Veröffentlichungen folgten. 1953 hatte er die Stelle bei Universal verloren und wollte fortan vom Schreiben leben, musste allerdings Februar 1954 eine Stelle bei Whitman Publishing annehmen, wo er zusammen mit William F. Nolan arbeitete und Buchadaptionen populärer Comics schrieb.
Im September 1954 schließlich erschien Black Country im damals noch sehr jungen Playboy. Beaumont veröffentlichte nun in Hochglanzmagazinen und renommierten Publikationen wie Esquire, Collier’s und der Saturday Evening Post, wurde anständig bezahlt und 1957 erschien eine erste Sammlung von Kurzgeschichten, The Hunger and Other Stories, bei G. P. Putnam’s Sons. Beaumont war nun ein Schriftsteller.
Die verbesserte wirtschaftliche Situation erlaubte es ihm, einer neuen Leidenschaft zu frönen, dem Motorsport. Zusammen mit Nolan besuchte und fuhr er Rennen, man speiste zusammen im einschlägigen Restaurant Grand Prix in Hollywood und schrieb Artikel für Magazine wie Road & Track, Autosport, The Motor, Sports Car Illustrated und Autocar. In Zusammenarbeit mit Nolan entstanden auch zwei Sachbücher über den Motorsport, Omnibus of Speed (1958) und When Engines Roar. (1964).
Sein Roman Run from the Hunter (1957), den er unter dem Pseudonym Keith Garland zusammen mit John Tomerlin verfasste, erzählt von einem unschuldig wegen Mordes verurteilten Mann auf der Flucht vor dem Gesetz und war eine Inspiration der Fernsehserie Auf der Flucht.
Ab 1958 hatte Beaumont begonnen, auch Drehbücher zu schreiben und bereits Skripte für einige Fernsehserien wie Suspense, Have Gun – Will Travel, Wanted:  Dead or Alive und One Step Beyond sowie für ein B-Movie namens Queen of Outer Space verkauft.
1959 kam dann ein Wendepunkt für Beaumont, als sein erstes Drehbuch für die Fernsehserie Twilight Zone angenommen wurde. Bis 1964 wurden insgesamt 22 Drehbücher Beaumonts zu Episoden der Twilight Zone verfilmt. Zusammen mit Richard Matheson und Rod Serling war er einer der Hauptautoren der Serie (das Trio verfasste 127 von 156 Episoden). Sein Kollege William F. Nolan sagte über ihn:

“Chuck was the perfect Twilight Zone writer, more than Matheson or Rod Serling, even. Matheson is very much of a realist who can mentally lose himself in those worlds. He doesn't live in them the way Chuck lived in them. Chuck actually lived in the Twilight Zone.”

„Chuck war der ideale Twilight-Zone-Autor, mehr noch als Matheson oder Rod Serling sogar. Matheson ist weitgehend ein Realist, der sich auf diese Welten einlassen kann. Er lebt nicht in diesen Welten, wie Chuck es tut. Chuck war wirklich ein Bewohner der Twilight Zone.“

Neben den Drehbüchern für Twilight Zone verfasste Beaumont auch für eine Reihe von Kinofilmen das Drehbuch, darunter mehrere Filme von Roger Corman. Unter dem Titel The Intruder verfilmte Corman auch den 1959 erschienenen, gleichnamigen Roman von Beaumont, in dem es um den alltäglichen Rassismus in den Südstaaten geht. Beaumont war bei The Intruder auch Drehbuchautor und stand in einer Nebenrolle als freundlicher Schulleiter vor der Kamera.
1963 traten bei Beaumont, damals 34 Jahre alt, seltsame Erschöpfungssymptome auf, die es ihm kaum noch erlaubten, seinen vielfältigen vertraglichen Verpflichtungen als Drehbuchautor nachzukommen. Er nahm ab und litt unter ständigen Kopfschmerzen, die er mit großen Mengen von Bromo-Seltzer selbst therapierte.
Es fand sich ein Ghostwriter, Jerry Sohl, der sich bereit erklärte, für die Hälfte des Honorars Beaumonts Verpflichtungen weitgehend zu übernehmen, und so schrieb Sohl in der folgenden Zeit unter Beaumonts Namen fünf Drehbücher für Twilight Zone, von denen drei verfilmt wurden, weitere Fernsehdrehbücher für Route 66, Naked City und Alfred Hitchcock Presents, sowie einige Artikel für den Playboy.
In seinem Umkreis nahm man zunächst an, die Symptome gingen auf Überarbeitung zurück, bzw. auf den in dieser Zeit stark gestiegenen Alkoholkonsum Beaumonts. All das konnte aber die Verhaltensänderungen, Sprechstörungen und die auffällige, schnelle äußerliche Alterung nicht erklären. Schließlich wurden ungefähr Mai 1964 an der Klinik der UCLA eine Reihe medizinischer Tests durchgeführt, mit unklarem, aber keinesfalls günstigem Ergebnis. Demzufolge litt Beaumont entweder an der Alzheimer- oder an der Pick-Krankheit, beides neurodegenerative Erkrankungen mit letztlich fatalem Ausgang. Da man nichts für ihn tun konnte, schickte man ihn nach Hause mit der Prognose, noch sechs Monate bis drei Jahre zu leben und dabei weiter körperlich und geistig zu verfallen bis zu dem Punkt, dass weder Gehen noch Verstehen ihm möglich sein würde. Als Beaumont 1967 starb, glich er nach den Worten seines Sohnes Chris in jeder Beziehung – außer seinem tatsächlichen Alter – einem 95-jährigen Greis. Beaumont starb mit 38 Jahren.
Im Lauf seiner kurzen Karriere hatte er 10 Bücher, 74 Kurzgeschichten, 24 Artikel, 14 Kolumnen, 40 Comic-Szenarios, 13 Filmdrehbücher (von denen 9 produziert wurden) und über 70 Fernseh-Drehbücher geschrieben und verkauft.
Postum erhielt er für die von Roger Anker herausgegebene Sammlung Selected Stories 1989 den Bram Stoker Award in der Kategorie Beste Sammlung. Zu den Erzählungen in diesem Band hatten Beaumonts Freunde, darunter Richard Matheson, John Tomerlin, Ray Bradbury, William F. Nolan und Roger Corman, jeweils Einleitungstexte beigetragen.
Inzwischen sind mehrere Sammlungen von Texten Beaumonts erschienen, zuletzt eine zweibändige Ausgabe der Twilight-Zone-Drehbücher, deren erster Band 2004 erschien.

## Bibliografie
Romane
- als Keith Grantland, mit John E. Tomerlin: Run from the Hunter (1957)
- The Intruder (1959)

Sammlungen
- The Hunger and Other Stories (1957; Titelgeschichte gekürzt; Neuausgabe als Shadow Play, 1964)
- Yonder (1958)
- Night Ride and Other Journeys (1960)
- The Magic Man and Other Fantasy Stories (1965; 9 Geschichten aus Hunger, 3 aus Yonder, 6 aus Night Ride)
- The Edge (1966; 3 Geschichten aus Yonder, 8 aus Night Ride)
- Best of Beaumont (1982, 4 Geschichten aus Hunger, 8 aus Yonder, 6 aus Night Ride, 4 zuvor ungedruckte)
- Charles Beaumont: Selected Stories (1988; limitierte Ausgabe mit 9 Geschichten aus Hunger, 3 aus Yonder, 8 aus Night Ride, 1 aus Best, 8 zuvor ungedruckte; Taschenbuchausgabe als The Howling Man, 1992)
- A Touch of the Creature : Unpublished Stories (2000, 14 zuvor ungedruckte Geschichten)
- Perchance to Dream : Selected stories (2015)

Claude Adams
- The Last Word (mit Chad Oliver, Apr 1955, F&SF)
  - Deutsch: Das letzte Wort. Übersetzt von Charlotte Winheller. In: Anthony Boucher (Hrsg.): 20 Science Fiction-Stories. Heyne-Anthologien #2, 1963. Auch als: Das letzte Wort. Übersetzt von Heinz Nagel. In: Brian W. Aldiss, Wolfgang Jeschke (Hrsg.): Titan 22. Heyne SF&F #4118, 1984, ISBN 3-453-31078-0.
- I, Claude (mit Chad Oliver, Feb 1956, F&SF)
- To Hell with Claude (mit Chad Oliver, 1988, in: Selected Stories)

Kurzgeschichten
- The Devil, You Say? (Januar 1951, Amazing Stories, adaptiert für Twilight Zone als Printer's Devil)
- The Beautiful People (September 1952, If, adaptiert für Twilight Zone als Number 12 Looks Just Like You)
- Fritzchen (1953, Orbit Science Fiction #1)
- Place of Meeting (1953, Orbit Science Fiction #2)
- Elegy (Februar 1953, Imagination, adaptiert für Twilight Zone)
- The Last Caper (März 1954, F&SF)
- Keeper of the Dream (1954, in: August Derleth (Hrsg.): Time to Come)
  - Deutsch: Der große Traum. In: August Derleth (Hrsg.): Paradies II. Heyne Science Fiction & Fantasy #3181. Heyne, München 1970.
- Mass for Mixed Voices (Mai 1954, Science Fiction Quarterly)
- Hair of the Dog (Juli 1954, Orbit Science Fiction #3)
- The Quadriopticon (August 1954, F&SF)
- Black Country (September 1954, Playboy)
- The Jungle (Dezember 1954, If, adaptiert für Twilight Zone)
- The Murderers (Februar 1955, Esquire)
- The Hunger (April 1955, Playboy)
- The Last Word (mit Chad Oliver, Apr 1955, F&SF)
  - Deutsch: Das letzte Wort. In: Anthony Boucher (Hrsg.): 20 Science Fiction Stories. Heyne, München 1963.
- Free Dirt (Mai 1955, F&SF)
  - Deutsch: Gratis-Erde. In: Edward L. Ferman, Anne Jordan (Hrsg.): Die besten Horror-Stories. Droemer Knaur, München 1989, ISBN 3-426-01835-7.
- The New Sound (Juni 1955, F&SF)
- The Crooked Man (August 1955, Playboy)
- The Vanishing American (August 1955, F&SF)
  - Deutsch: Unsichtbar. In: Anthony Boucher (Hrsg.): 20 Science Fiction Stories. Heyne, München 1963.
- Last Rites (Oktober 1955, If)
  - Deutsch: Das letzte Problem. In: William F. Nolan (Hrsg.): Die Anderen unter uns. Melzer, Köln 1967. Neuausgabe: Heyne Science Fiction & Fantasy #3120, 1968.
- A Point of Honor / I’ll Do Anything (November 1955, Manhunt)
- A Classic Affair (Dezember 1955, Playboy)
- Traumerei (Februar 1956, Infinity Science Fiction)
- The Monster Show (Mai 1956, Playboy)
- The Guests of Chance (mit Chad Oliver, Jun 1956, Infinity Science Fiction)
- You Can’t Have Them All (August 1956, Playboy)
- Last Night in the Rain / Sin Tower (Oktober 1956, Nugget)
- The Dark Music (Dezember 1956, Playboy)
- Oh Father of Mine / Father, Dear Father (Januar 1957, Venture Science Fiction)
- The Love-Master (Februar 1957, Rogue)
  - Deutsch: Der Liebesdoktor. In: Michel Parry (Hrsg.): Teuflische Küsse. Vampir Taschenbuch #64. Pabel, Rastatt 1978.
- The Man Who Made Himself / In His Image (Februar 1957, Imagination, adaptiert für Twilight Zone als In His Image)
- Night Ride (März 1957, Playboy)
- The Customers (April 1957, in: The Hunger and Other Stories)
- Fair Lady (April 1957, in: The Hunger and Other Stories)
- The Infernal Bouillabaisse (April 1957, in: The Hunger and Other Stories)
- Miss Gentilbelle (April 1957, in: The Hunger and Other Stories)
- Nursery Rhyme (April 1957, in: The Hunger and Other Stories)
- Open House (April 1957, in: The Hunger and Other Stories)
- Tears of the Madonna (April 1957, in: The Hunger and Other Stories)
- The Train (April 1957, in: The Hunger and Other Stories)
- A Death in the Country / The Deadly Will Win (November 1957, Playboy)
- Anthem (April 1958, in: Yonder)
- Mother’s Day (April 1958, in: Yonder)
- A World of Differents (April 1958, in: Yonder)
- The New People (August 1958, Rogue)
  - Deutsch: Verbrecher aus Langeweile. In: Helmuth W. Mommers & Arnulf D. Krauß (Hrsg.): 22  Horror Stories – Eine Antholgie der besten Grusel-Geschichten aus aller Welt. Heyne (Heyne-Anthologien, Bd. 26). Auch als: Auf dem Blutaltar. In: Michel Parry (Hrsg.): Raritäten aus des Teufels Küche. Vampir Taschenbuch #34. Pabel, Rastatt 1976.
- Perchance to Dream (Oktober 1958, Playboy, adaptiert für Twilight Zone)
- The Intruder (1959, Auszug des 10. Kapitels des gleichnamigen Romans)
- The Music of the Yellow Brass (Januar 1959, Playboy)
- The Trigger (Januar 1959, Mystery Digest)
- Sorcerer’s Moon (Juli 1959, Playboy)
- The Howling Man (November 1959, Rogue, adaptiert für Twilight Zone als Howling Man)
- Buck Fever (März 1960, in: Night Ride and Other Journeys)
- The Magic Man (März 1960, in: Night Ride and Other Journeys)
- The Neighbors (März 1960, in: Night Ride and Other Journeys)
- Song For a Lady (März 1960, in: Night Ride and Other Journeys, adaptiert für Twilight Zone als Passage on the Lady Anne)
- Gentlemen, Be Seated (April 1960, Rogue, adaptiert für Twilight Zone als Hörspiel)
  - Deutsch: Die Lachgesellschaft. Wulf H. Bergner (Hrsg.): Mord in der Raumstation. Heyne Science Fiction & Fantasy #3122. Heyne, München 1968.
- Three Thirds of a Ghost / The Baron’s Secret (August 1960, Nugget)
- Blood Brother (April 1961, Playboy)
  - Deutsch: Blutsbruder. In: Michel Parry (Hrsg.): Draculas Rivalen. Vampir Taschenbuch #70. Pabel, Rastatt 1979.
- Mourning Song (1963, Gamma #1)
- Something in the Earth (1963, Gamma #2)
- Auto Suggestion (1965, Gamma #5)
- Insomnia Vobiscum (1982, in: Best of Beaumont)
- My Grandmother’s Japonicas (1984, in: J. N. Williamson (Hrsg.): Masques)
- Appointment with Eddie (1988, in: Selected Stories)
- The Carnival (1988, in: Selected Stories)
- The Crime of Willie Washington (1988, in: Selected Stories)
- The Man with the Crooked Nose (1988, in: Selected Stories)
- The Wages of Cynicism (1999, in William F. Nolan, William Schafer (Hrsg.): California Sorcery)
- Adam’s Off Ox (2000, in: A Touch of the Creature)
- Fallen Star (2000, in: A Touch of the Creature)
- A Friend of the Family (2000, in: A Touch of the Creature)
- The Indian Piper (2000, in: A Touch of the Creature)
- The Junemoon Spoon (2000, in: A Touch of the Creature)
- Lachrymosa (2000, in: A Touch of the Creature)
- A Long Way from Capri (2000, in: A Touch of the Creature)
- Moon in Gemini (2000, in: A Touch of the Creature)
- Mr. Underhill (2000, in: A Touch of the Creature)
- The Pool (2000, in: A Touch of the Creature)
- Resurrection Island (2000, in: A Touch of the Creature)
- The Rival (2000, in: A Touch of the Creature)
- Time and Again (2000, in: A Touch of the Creature)
- With the Family (2000, in: A Touch of the Creature)
- The Rest of Science Fiction (mit Chad Oliver)

Anthologien
- The Fiend in You (1962)

Sachliteratur
- Remember? Remember? (1956, Essays über amerikanische Populärkultur zwischen den Weltkriegen)
- mit William F. Nolan: Omnibus of Speed: An Introduction to the World of Motorsport (1958)
- mit William F. Nolan: When Engines Roar. (1964)

Comics
- mit William F. Nolan: The Mystery of Whalers' Cove. Mickey Mouse #43 (1955)
- mit William F. Nolan: The Mystery of Diamond Mountain. Mickey Mouse #47 (1956)

## Drehbücher
Twilight Zone
Die mit einem Stern (*) markierten Episoden stammen nicht von Beaumont, sondern von Jerry Sohl als Ghostwriter.
- Perchance to Dream (Die Macht der Träume, 1959, Episode 9)
- Elegy (Friedhof der Träume, 1960, Episode 20)
- Long Live Walter Jameson (Lange lebe Walter Jameson, 1960, Episode 24)
- A Nice Place to Visit (Mr. Valentines Neuanfang, 1960, Episode 28)
- The Howling Man (Der Mann in der Zelle, 1960, Episode 41)
- Static (Das alte Radio, 1961, Episode 56; basierend auf einer Geschichte von OCee Ritch)
- The Prime Mover (Lektion für einen Freund, 1961, Episode 57; basierend auf einer Geschichte von George Clayton Johnson)
- Long Distance Call (Das Spielzeugtelefon, 1961, Episode 58; mit Bill Idelson)
- Shadow Play (Schattenspiele, 1961, Episode 62)
- The Jungle (Der Talisman, 1961, Episode 77)
- Dead Man's Shoes (In den Schuhen eines Toten, 1962, Episode 83; zugrundeliegende Geschichte von Beaumont; Drehbuch von OCee Ritch)
- The Fugitive (Seine Majestät, der Brummer, 1962, Episode 90)
- Person or Persons Unknown (Wer kennt Mr. Gurney?, 1962, Episode 92)
- In His Image (Wie ein Spiegelbild, 1963, Episode 103)
- Valley of the Shadow (Das Tal der Schatten, 1963, Episode 105)
- Miniature (Das Puppenhaus, 1963, Episode 110)
- Printer's Devil (Mr. Winter und Mr. Smith, 1963, Episode 111)
- The New Exhibit (Die Wachsfiguren, 1963, Episode 115; *)
- Passage on the Lady Anne (Die letzte Fahrt der Lady Anne, 1963, Episode 119)
- Living Doll (Die Rache der Puppe, 1963, Episode 126; *)
- Number 12 Looks Just Like You (Nummer 12 sieht aus wie Du, 1964, Episode 137; mit John Tomerlin)
- Queen of the Nile (Die Königin des Nils, 1964, Episode 143; *)

Film
- Tradita (1954)
- In den Krallen der Venus (Queen of Outer Space, 1958)
- Ursula (Kurzfilm, 1961; Adaption der Kurzgeschichte Miss Gentilbelle)
- mit Richard Matheson: Hypno (Night of the Eagle, 1962; U.S.-Titel Burn, Witch, Burn!; Drehbuch zusammen mit Richard Matheson und George Baxt, Adaption des Romans Conjure Wife von Fritz Leiber).
- mit Ray Russell: Lebendig begraben (The Premature Burial, 1962; Regie: Roger Corman)
- mit David P. Harmon und William Roberts: Die Wunderwelt der Gebrüder Grimm (The Wonderful World of the Brothers Grimm, 1962; Regie: Henry Levin und George Pal)
- The Intruder (1962; Regie: Roger Corman; Adaption des gleichnamigen Romans; Beaumont tritt in einer Nebenrolle auf)
- The Haunted Palace (1963; Regie: Roger Corman; nach der Erzählung Der Fall Charles Dexter Ward von H. P. Lovecraft)
- Der mysteriöse Dr. Lao (7 Faces of Dr. Lao, 1964; Regie:George Pal)
- mit Robert Wright Campbell: The Masque of the Red Death (1964; Regie: Roger Corman)
- mit Monja Danischevsky: Mister Moses (1965)
- Journey Into Darkness (1968; Adaption der Kurzgeschichte The New People)
- Brain Dead (1990) (postum nach einem vorliegenden Drehbuch)
- Miss Gentilbelle (Kurzfilm, 2000; Adaption der gleichnamigen Kurzgeschichte)